# Alzacja
Alzacja (fr. Alsace, al. Elsàss, niem. Elsass) – kraina historyczna w północno-wschodniej Francji, nad Renem, w regionie administracyjnym Grand Est, w departamentach Dolny Ren na północy i Górny Ren na południu. Historyczna Alzacja obejmowała jeszcze niewielki obszar wokół miasta Belfort, który obecnie tworzy departament Territoire de Belfort. Od 1982 roku do 31 grudnia 2015 roku odrębny region administracyjny.

## Geografia
Region Alzacji ma kształt wydłużony z północy na południe. Graniczy od północy i wschodu z Niemcami, od południa ze Szwajcarią i regionem Franche-Comté, a od zachodu z Lotaryngią.
Położony jest na równinie nadrzecznej, ograniczonej od wschodu Renem, a od zachodu masywem Wogezów. Do głównej doliny schodzą z zachodu na wschód doliny mniejszych dopływów Renu. Znajdują się tu rozległe tereny leśne, głównie w Wogezach oraz na północy departamenty Bas-Rhin (lasy Haguenau).

## Historia
Najważniejsze daty:
- 1354: powstanie związku dziesięciu wolnych miast Alzacji Décapole(inne języki),
- 1648: traktat westfalski przekazał Alzację Królestwu Francji,
- 1679: rozwiązanie związku Décapole,
- 1790: Alzacja została podzielona na dwa departamenty Dolny Ren i Górny Ren,
- 1815: Francja utraciła północne skrawki Alzacji z miastem Landau na rzecz Bawarii (współcześnie w granicach Niemiec),
- 1871: traktat frankfurcki – Alzację (bez okolic Belfort) wraz z częścią Lotaryngii przyłączono do Rzeszy Niemieckiej, administracyjnie współtworzyła prowincję Alzacja-Lotaryngia,
- 22 listopada 1918: oddziały francuskie wkroczyły do Strasburga,
- 1919: traktat wersalski zapewnił Francji zwrot Alzacji,
- 1940–1944: III Rzesza ponownie zajęła Alzację,
- 23 listopada 1944: generał Leclerc zajął Strasburg, Alzacja znowu francuska.

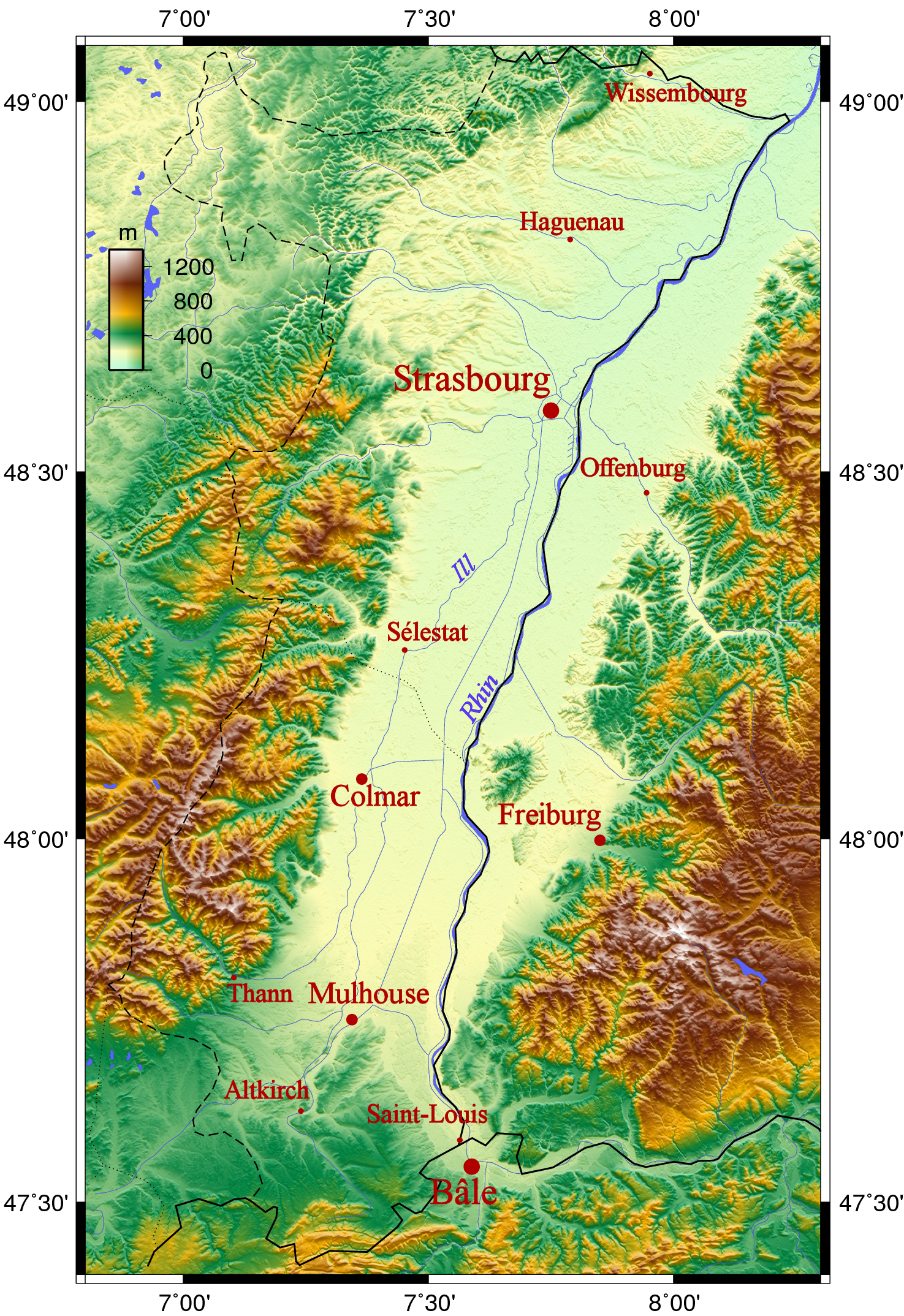
Mapa topograficzna Alzacji

- 2021: planowane nadanie autonomii[2]

## Ludność
Alzacja, zajmująca powierzchnię 8280 km², do stycznia 2016 była najmniejszym regionem administracyjnym Francji metropolitalnej. Jednocześnie należy do najgęściej zaludnionych – na 1 km² przypada średnio 217 osób. Największym miastem regionu jest jego ośrodek administracyjny – Strasburg, w którym mieszka ponad 270 tys. mieszkańców. Inne większe miasta to: Miluza (111,3 tys.), Colmar (65,7 tys.), Haguenau (33,3 tys.), Schiltigheim (31,8 tys.), Illkirch-Graffenstaden (24,6 tys.) oraz Saint-Louis (20,1 tys.).
Znacząca część ludności alzackiej posługuje się płynnie miejscowym językiem – alzackim – który jest dialektem języka niemieckiego z pewnymi zapożyczeniami z francuskiego. Przez długi czas był on językiem rodzimym dla większości Alzatczyków. W okresach 1871–1919 oraz 1940–1944, gdy tereny te podlegały władzy Niemiec, językiem urzędowym był niemiecki. Mimo to w niektórych górskich dolinach Wogezów, nawet w tych okresach, istniały osady, w których ludność posługiwała się wyłącznie językiem francuskim.

## Język
Językami urzędowymi są: francuski i niemiecki (dialekt alemański)

## Gospodarka
Region Alzacji jest obszarem o zróżnicowanej gospodarce – jest to m.in.:
- uprawa winorośli i produkcja win, np. rieslinga, zwłaszcza między miastami Sélestat i Colmar
- uprawa chmielu i browarnictwo (okolice Strasburga)
- przemysł leśny
- przemysł wydobywczy (fosfaty to głębinowe kopalnie soli potasowych m.in. pod Miluzą. Część z nich została już zamknięta i przekształcona w tzw. obszary przemysłowe zones industrielles z siedzibami firm prowadzących inną, niż wydobywczą działalność wytwórczą i usługową)
- przemysł samochodowy (w Miluzie)
- turystyka

## Flaga
Historyczna flaga Alzacji składa się z dwóch części (pasm): pas czerwony na górze i biały na dole. Odnosi się ona do XIX w., kiedy to kolory biały i czerwony często występowały w herbach miast i rodów alzackich. 25 czerwca 1912 roku parlament Elsaß-Lothringen uznał tę flagę za symbol regionalny.

## Herb
Herb Alzacji jest połączeniem herbu departamentu Bas-Rhin (pierwsza część) i herbu departamentu Haut-Rhin (druga część).

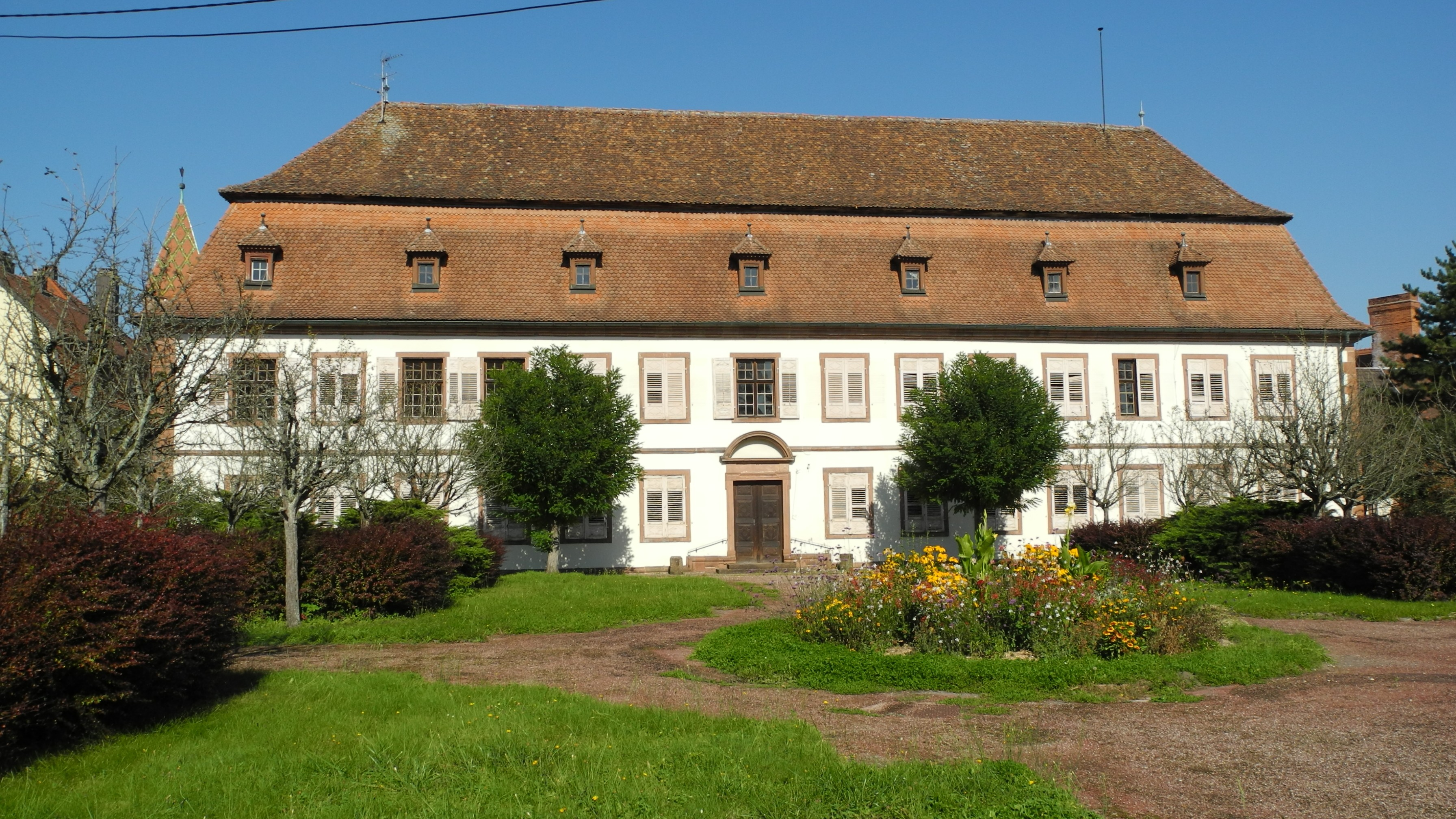
Pałac króla Polski Stanisława Leszczyńskiego w Wissembourgu